# David Morse
David Morse, född 11 oktober 1953 i Hamilton, Massachusetts, är en amerikansk skådespelare, sångare, regissör och manusförfattare. Morse är bland annat känd för sina roller i filmer som De 12 apornas armé (1995), The Long Kiss Goodnight (1996), The Rock (1996), Kontakt (1997), Förhandlaren (1998), Den gröna milen (1999) och Disturbia (2007).

## Filmografi (urval)
- 1980 – Drömmen om seger
- 1983 – Massor av dollar
- 1989 – Rosens Brödraskap
- 1991 – The Indian Runner
- 1994 – Getaway - rymmarna
- 1995 – Hämnden
- 1995 – De 12 apornas armé
- 1995 – The Langoliers
- 1996 – The Rock
- 1996 – The Long Kiss Goodnight
- 1996 – Bakom stängda dörrar
- 1997 – Kontakt
- 1998 – Förhandlaren
- 1999 – Den gröna milen
- 2000 – Dancer in the Dark
- 2000 – Proof of Life
- 2001 – Hjärtan i Atlantis
- 2005 – Dreamer: Inspired by a True Story
- 2006 – 16 Blocks
- 2006 – House (TV-serie)
- 2007 – Disturbia
- 2008 – Medium (TV-serie)
- 2008 – John Adams (TV-serie)
- 2008 – Passengers
- 2008 – The Hurt Locker
- 2010–2013 – Treme (TV-serie)
- 2011 – Drive Angry
- 2012 – The Odd Life of Timothy Green
- 2013 – World War Z
- 2013 – Horns
- 2015 – Concussion
- 2015 – True Detective (TV-serie)
- 2025 – We Were Liars (TV-serie)